# Neuracanthus migiurtinus
Neuracanthus migiurtinus är en akantusväxtart som beskrevs av S. Bidgood och R.K. Brummitt. Neuracanthus migiurtinus ingår i släktet Neuracanthus och familjen akantusväxter. Inga underarter finns listade i Catalogue of Life.